# Madonna del Sacco (Perugino)
La Madonna del Sacco (Madonna, un angelo e san Giovannino in adorazione del Bambino) è un dipinto a olio su tavola (88x66 cm) di Pietro Perugino, databile al 1495-1500 circa e conservato nella Galleria Palatina di Firenze.

## Storia
Il dipinto viene in genere considerato una replica autografa della Madonna della Pala della Certosa di Pavia (Cavalcaselle e la critica recente).

## Descrizione e stile
La Madonna campeggia al centro di una vasto paesaggio di dolci colline digradanti in lontananza, lumeggiate d'oro. Il suo manto copre un grosso sacco bianco da viaggio, sul quale sta seduto il Bambino, retto da un angelo. Dietro la Vergine, leggermente discosto, bilancia simmetricamente la scena san Giovannino, a sua volta inginocchiato in preghiera.
La scena è impostata secondo uno schema pacato e piacevole, ordinato dalle regole della simmetria e delle rispondenze ritmiche, come si nota nelle inclinazioni alternate delle teste. La Madonna è tipica della produzione matura del pittore, che lasciò il posto all'elegante e raffinata giovinetta in favore di una donna più matura, semplice e severa, in linea con il clima spirituale savonaroliano. La ricchezza cromatica, la salda plasticità e la monumentalità delle forme sembrano ormai preannunciare l'attività di Raffaello, il più grande degli allievi del pittore.